# Bresle
Bresle – miejscowość i gmina we Francji, w regionie Hauts-de-France, w departamencie Somma.
Według danych na rok 2011 gminę zamieszkiwały 122 osoby, a gęstość zaludnienia wynosiła 34 osoby/km² (wśród 2293 gmin Pikardii Bresle plasuje się na 914. miejscu pod względem liczby ludności, natomiast pod względem powierzchni na miejscu 1002.).